# Ennio Flaiano
Ennio Flaiano (Pescara, 5 maart 1910 – Rome, 20 november 1972) was een Italiaanse schrijver, scenarist, journalist en dramaturg. Hij schreef onder meer voor de Corriere della Sera, Il Mondo en Oggi. Daarnaast vergaarde hij bekendheid als scenarioschrijver en medewerker van Federico Fellini, met wie hij onder meer werkte aan La Dolce Vita, La Strada en I Vitelloni. Ook schreef hij mee aan de Oscar-winnende film Een prinses neemt vakantie van William Wyler.

## Leven en werk
Flaiano werd geboren in Pescara, maar bracht het grootste gedeelte van zijn leven in Rome door. Hij arriveerde er op zijn twaalfde per trein, op 27 oktober 1922. Toevalligerwijs zat hij in dezelfde trein als een groep fascisten die op weg waren naar de Mars op Rome, een verhaal waar Flaiano later in zijn werk vaak aan refereerde. 
Na zijn middelbareschooltijd studeerde hij kortstondig architectuur, een studie die hij niet afmaakte. Vanaf het begin van de jaren 30 kwam hij terecht in journalistieke kringen, en begon hij verschillende periodieken boekrecensies te schrijven. Na een kortstondig verblijf in Pavia vocht Flaiano in 1936 mee in de Tweede Italiaans-Ethiopische Oorlog. Hierna keerde hij naar Rome terug en pakte hij het schrijven weer op. Hij verkeerde in literaire kringen rond het Antico Caffè Greco, waar hij onder anderen schrijvers als Carlo Levi en Orson Welles trof. In 1940 trouwde Flaiano met Rosetta Rota, met wie hij in 1942 een dochter kreeg. 
Zijn carrière als romanschrijver beleefde een hoogtepunt met het uitbrengen van Tempo di uccideren (Tijd om te doden) in 1947, waarmee hij de Premio Strega won. In dit boek verwerkte hij zijn oorlogservaringen uit Ethiopië. Het werk groeide mettertijd uit tot een klassieker in de postkoloniale Italiaanse literatuur en werd in 1989 verfilmd. 
Na deze triomf richtte Flaiano zich meer en meer op het schrijven van korte stukken (verhalen, aforismen, reportages en allerlei tussenvormen) terwijl hij ook als scenarist succes boekte. Als scenarioschrijver werkte hij aan tal van films mee, waaronder La Notte van Michelangelo Antonioni, 8½  van Federico Fellini) en Dov'è la libertà? van Roberto Rossellini. 
Flaiano stierf op 20 november in Rome aan een hartaanval. 

## Eerbetonen
In 1975 werd de Ennio Flaianoprijs in het leven geroepen, als eerbetoon aan de schrijver. Daarnaast is in Flaiano's geboortestad Pescara een brug naar hem vernoemd: de Ponte Flaiano. Ook dragen diverse straten en pleinen in Italië zijn naam. 